# Gryllus sibiricus
Gryllus sibiricus är en insektsart som först beskrevs av Lucien Chopard 1925.  Gryllus sibiricus ingår i släktet Gryllus och familjen syrsor. Inga underarter finns listade i Catalogue of Life.